# Klášter Penthemont
Klášter Penthemont je bývalé opatství v Paříži. Nachází se na křižovatce ulic Rue de Bellechasse a Rue de Grenelle v 7. obvodu. Objekt dnes slouží francouzské armádě.

## Historie
Opatství Penthement (též Pentemont, Panthemont nebo Pantemont) založil v roce 1217 Filip z Dreux, biskup v Beauvais, poblíž města Beauvais. Po poškození budovy povodní v roce 1670 opatství přesídlilo v roce 1672 do Paříže a jeptišky přišly do budovy augustiniánského kláštera zrušeného v roce 1670.
Klášter přijímal ženy z vyšších tříd. Byla zde vychována Louise Adélaïde Bourbonská (1757-1824), dcera Ludvíka V. Josefa Bourbonského, prince de Condé. Joséphine de Beauharnais zde pobývala po dobu svého rozvodu se svým prvním manželem Alexandrem de Beauharnais. Louise d'Esparbès de Lussan, hraběnka de Polastron a budoucí milenka Karla X. zde žila jako patnáctiletá, protože její rodina usoudila, že je ještě příliš mladá, aby žila se svým osmnáctiletým manželem.
Na začátku 18. století byla původní budova příliš zastaralá a malá. Marie-Catherine de Béthizy de Mezieres, abatyše od roku 1743, rozhodla o kompletní rekonstrukci kláštera. Bylo osloveno několik architektů a realizací byl nakonec pověřen Pierre Contant d'Ivry (1698-1777).
Základní kámen byl položen v roce 1747, ale finanční prostředky nedostačovaly i přes podporu dauphina Ludvíka Ferdinanda Bourbonského, syna Ludvíka XV., a štrasburského arcibiskupa Armanda II. Françoise Augusta de Rohan-Soubise, takže se práce protáhly až do začátku Francouzské revoluce.
Základní kámen pro kapli byl položen v roce 1753, vysvěcena byla v roce 1756 a dokončena v roce 1766. Po Contantově smrti roku 1777 převzal stavbu architekt jménem Petit. Budova konventu byla dokončena v roce 1783.
V roce 1790 bylo opatství zrušeno a stavební práce byly ukončeny. Stavba přešla do vlastnictví státu.
V roce 1803 klášter začal sloužit Národní gardě jako kasárna, později zde sídlila Císařská garda Napoleona I. a garda Napoleona III. Kaple byla vyklizena a sloužila jako skladiště. V roce 1805 byla část kláštera zbourána kvůli stavbě ulice Rue de Bellechasse. V roce 1843 byla kaple přenechána reformované církvi, zatímco zbytek objektu zůstal armádě. V roce 1915 se sem přestěhoval Penzijní fond ministerstva války, dnes zde sídlí úřad pro bývalé vojáky.
Od roku 1983 jsou části stavby chráněny jako historická památka. Až na pár dekorativních prvků v sídle abatyše se z vnitřního vybavení kláštera nedochovalo nic.